# 日本繊維機械学会
一般社団法人 日本繊維機械学会（にほんせんいきかいがっかい、英語: The Textile Machinery Society Of Japan (TMSJ)）は、日本の学術研究団体の一つ。

## 概要
1948年9月25日設立。学術研究団体としての種別は単独学会。
繊維や繊維機械に関する学術の進歩発展を図り、繊維工業の発展に資することを目的としている。
国際会議としては、繊維工学研究討論会（TEXTILE RESEARCH SYMPOSIUM）を主催している。

## 沿革
- 1948年 - 社団法人日本繊維機械学会設立。
- 2013年 - 一般社団法人日本繊維機械学会へ移行。

## 刊行物

### 繊維機械学会誌月刊せんい
- 誌名（和文）：繊維機械学会誌月刊せんい
- 誌名（欧文）：Journal of the Textile Machinery Society of Japan
- 創刊年：1947
- 資料種別：研究報告・技術報告
- 使用言語：日本語のみ
- 発行形態：印刷体
- 著作権帰属先：学会
- クリエイティブコモンズ：-
- 購読：-

### Journal of Textile Engineering
- 誌名（和文）：Journal of Textile Engineering
- 誌名（欧文）：Journal of Textile Engineering
- 創刊年：1955
- 資料種別：ジャーナル（査読付き論文を含む）
- 使用言語：日英混在
- 発行形態：印刷体
- 著作権帰属先：学会
- クリエイティブコモンズ：-
- 購読：-